# Oxalis bifurca
Oxalis bifurca är en harsyreväxtart som beskrevs av Conrad Loddiges. Oxalis bifurca ingår i släktet oxalisar, och familjen harsyreväxter. Utöver nominatformen finns också underarten O. b. angustiloba.